# Луїс Ернесто Перес
Луїс Ернесто Перес Гомес (ісп. Luis Ernesto Pérez Gómez; нар. 12 січня 1981, Мехіко, Мексика) — колишній мексиканський футболіст, центральний півзахисник клубу «Монтеррей». Виступав за збірну Мексики, учасник чемпіонату світу 2006 року.

## Клубна кар'єра
В сезоні 1999 року Перес дебютував у складі «Некакси» в мексиканській Прімері. 21 вересня в матчі проти «Сантос Лагуни», він вперше вийшов на поле в складі свого клубу. У своєму першому сезоні Луїс Ернесто провів 11 матчів, зате вже в наступному році він став повноправним гравцем основного складу, після закінчення чемпіонату отримавши Премію «Відкриття сезону». У тому ж році він у складі своєї команди став учасником першого чемпіонату світу серед клубів, де команда виграла бронзові медалі.
Після чотирьох сезонів проведених у «Некаксі», Перес у 2003 році був проданий в «Монтеррей». У своєму першому ж сезоні Перес стає чемпіоном у складі «смугастих».
У 2009 році Луїс Ернесто став капітаном команди і знову виграв чемпіонат Апертури, вигравши у фіналі у «Крус Azul». У наступному сезоні Перес втретє став чемпіоном країни, а також отримав приз найкращого опорного півзахисника сезону в MX Лізі. У складі смугастих Луїс Ернесто два раз поспіль виграв Лігу Чемпіонів КОНКАКАФ в сезонах 2010/11 і 2011/12. За «Монтеррей» півзахисник провів більше 300 матчів, забивши близько 50 м'ячів.
У червні 2012 року Луїс Ернесто перейшов в «Гвадалахару». 22 липня в матчі проти «Толуки» Перес дебютував у новому клубі.
Влітку 2013 року на правах оренди Перес перейшов в «Керетаро». 20 липня у поєдинку проти «Монаркас Морелія» він дебютував за нову команду. На початку 2014 року Переса в оренду взяв «Чіапас». 19 січня в поєдинку проти «Крус Azul» він дебютував за «ягуарів».
Влітку 2015 року Хуан повернувся в «Монтеррей» на правах оренди, де  завершив кар'єру наступного року.

## Міжнародна кар'єра
17 листопада 1998 року в товариському матчі проти збірної Сальвадору, Перес дебютував за збірну Мексики. Наступний виклик півзахисник отримав тільки у 2000 році.
Першим офіційним турніром для півзахисника став у 2001 році Кубок Конфедерацій, де він не зіграв жодного матчу. Перес був у складі національної команди на Золотому Кубку КОНКАКАФ — 2003 року, де він виграв золоті медалі, а також учасником Олімпійських ігор в Афінах. На турнірі він зіграв у матчах проти Малі, Південної Кореї та Греції.
17 листопада 2004 року в матчі кваліфікаційного раунду чемпіонату світу 2006 року проти збірної Сент-Кітс і Невіс, Перес зробив свій єдиний хет-трик за збірну.
У 2005 році Луїс Ернесто взяв участь у всіх п'яти матчах Кубка Конфедерацій, а також відзначився гольовою передачею на Хареда Борхетті у матчі за третє місце проти збірної Німеччини.
У 2006 році тренер мексиканської збірної Рікардо Лавольпе включив півзахисника в заявку національної команди на чемпіонат світу в Німеччині. У першому матчі проти збірної Ірану, Луїс Ернесто вийшов на заміну у другому таймі, змінивши Херардо Торрадо. У матчі проти збірної Португалії Перес на 61-й хвилині отримав червону картку і не зміг взяти участі у поєдинку 1/8 фіналу проти збірної Аргентини.
9 лютого 2011 року Переса викликали в збірну на товариський матч проти збірної Боснії та Герцеговини, він вийшов на поле в кінці матчу змінюючи Хав'єра Ернандеса. У 2011 році він був спочатку включений в заявку команди на участь у Золотому Кубку КОНКАКАФ, але через травму в останній момент був змушений пропустити турнір.

### Голи за збірну Мексики
| #  | Дата              | Місце                                       | Суперник           | Рахунок | Результат | Турнір                  |
| -- | ----------------- | ------------------------------------------- | ------------------ | ------- | --------- | ----------------------- |
| 1. | 7 червня 2000     | Коттон Бовл, Даллас, США                    | ПАР                | 2:0     | 4:0       | 2000 Nike U.S. Cup      |
| 2. | 17 листопада 2004 | Етсадіо Технологіко, Монтеррей, Мексика     | Сент-Кіттс і Невіс | 2:0     | 8:0       | Кваліфікація на ЧС-2006 |
| 3. | 17 листопада 2004 | Етсадіо Технологіко, Монтеррей, Мексика     | Сент-Кіттс і Невіс | 4:0     | 8:0       | Кваліфікація на ЧС-2006 |
| 4. | 17 листопада 2004 | Етсадіо Технологіко, Монтеррей, Мексика     | Сент-Кіттс і Невіс | 8:0     | 8:0       | Кваліфікація на ЧС-2006 |
| 5. | 8 червня 2005     | Естадіо Универсітаріо, Сан-Ніколас, Мексика | Тринідад і Тобаго  | 2:0     | 2:0       | Кваліфікація на ЧС-2006 |
| 6. | 7 вересня 2005    | Ацтека, Мехіко, Мексика                     | Панама             | 1:0     | 5:0       | Кваліфікація на ЧС-2006 |
| 7. | 26 жовтня 2005    | Халіско , Гвадалахара, Мексика              | Уругвай            | 3:1     | 3:1       | Товариський матч        |
| 8. | 26 січня 2006     | Кендлстік Парк, Сан-Франциско, США          | Норвегія           | 2:1     | 2:1       | Товариський матч        |

## Досягнення
Клубні
 «Некакса»
- Бронзовий призер Клубного чемпіонат світу: 2000

 «Монтеррей»
- Чемпіон Мексики: Клаусура 2003, Апертура 2009, Апертура 2010
- Переможець Ліги чемпіонів КОНКАКАФ: 2010/11, 2011/12

Міжнародні
 Мексика
- Срібний призер Ігор Центральної Америки та Карибського басейну: 2002
- Володар Золотого кубку КОНКАКАФ: 2003
- Бронзовий призер Панамериканських ігор: 2003

Індивідуальні
- Відкриття року чемпіонату Мексики: 2000
- Найкращий опорний півзахисник чемпіонату Мексики: Апертура 2010